# Agnès de rien
Pour plus de détails, voir Fiche technique et Distribution.
Agnès de rien est un film français adapté du roman de Germaine Beaumont, réalisé par Pierre Billon et sorti en 1950.

## Synopsis
Poussée par son mari à s'installer dans le château de famille, Agnès y retrouve sa belle sœur Alix. Son mari Carlos, souvent absent, se désintéresse de son épouse et se rapproche peu à peu d'Agnès qui finira par renoncer à cette relation.

## Fiche technique
- Titre : Agnès de rien
- Réalisation : Pierre Billon
- Scénario : Pierre Billon, d'après le roman de Germaine Beaumont
- Dialogues : Jacques Natanson
- Photographie : Nicolas Toporkoff
- Son : Jean Bertrand
- Décors : Raymond Druart
- Montage : André Danis
- Musique : Marcel Landowski
- Production : Codo-Cinéma
- Pays d'origine :  France
- Format : Noir et blanc - 1,37:1 - 35 mm - Son mono
- Genre : Drame
- Durée : 95 minutes
- Date de sortie : 
  - France : 2 août 1950
- Affiche : Jacques Bonneaud (France)

## Distribution
- Danièle Delorme : Agnès
- Paul Meurisse : Carlos
- Ketti Gallian : Alix
- Yvonne de Bray
- Jane Morlet